# Juan Zozaya Stabel-Hansen
Juan Zozaya Stabel-Hansen (Bogotá, 16 de agosto de 1939 - Ciudad Real, 16 de enero de 2017) fue un historiador, arqueólogo y conservador de museos hispanocolombiano.

## Biografía
Hijo de Dafne Stabel-Hansen y de Carlos Zozaya Balza, Juan Zozaya Stabel-Hansen nació el 16 de agosto de 1939 en Santa Fe de Bogotá (Colombia) durante el exilio de sus padres, derivado de la filiación republicana de la familia: su abuelo, el jurista y escritor Antonio Zozaya You, fue fundador del partido Izquierda Republicana y su padre se formó en la Institución Libre de Enseñanza, de la que fue primer becario en el Laboratorio de Bacteriología y Serología de la Residencia de Estudiantes.
En 1957 se desplazó a Madrid para iniciar sus estudios en la Universidad Central –actualmente Universidad Complutense de Madrid–, licenciándose en Filosofía y Letras y obteniendo posteriormente el título de doctor en la especialidad de Geografía e Historia por la misma institución con la tesis Tipología y cronología de los candiles de piquera en cerámica de Al-Andalus. También en la Universidad Central desarrolló parte de su labor profesional, concretamente como profesor de prácticas entre los años 1965 y 1969, pasando posteriormente a ser colaborador científico del Instituto Hispano-Árabe de Cultura, institución de la que llegaría a ser miembro de Honor de forma paralela a otras como la Hispanic Society de Nueva York o el Deutsche Archäeologische Institut de Berlín, de las que fue miembro correspondiente, así como presidente de la Asociación Española de Arqueología Medieval.
Entre 1978 y 1979 Juan Zozaya desempañó el cargo de jefe de exposiciones del Ministerio de Cultura del Gobierno de España formando parte, entre otras actividades, del comité organizador de la primera retrospectiva dedicada al surrealista Joan Miró.
Juan Zozaya dirigió excavaciones de conjuntos patrimoniales de primer orden como las de Numancia con la doctora Pilar Fernández-Uriel (1971); Qusayr Àmra (Jordania), con el doctor Luis Caballero (1974); San Baudelio de Berlanga (1976); la fortaleza de Gormaz con el doctor Philip Banks (1978- 1986); Calatrava la Vieja con el doctor Manuel Retuerce (1990-1993) y el Alcázar de Toledo (1998-1999). Además de haber visitado más de treinta países por motivos profesionales –entre ellos Irak, China, Pakistán y Sudán–, Zozaya dominaba las lenguas francesa, inglesa e italiana y manejaba con fluidez el alemán, árabe, catalán, portugués y sueco.
En el ámbito de los museos, Juan Zozaya desarrolló gran parte de su carrera profesional en tres centros museísticos españoles. Así, entre 1969 y 1972 fue director del Museo Provincial de Soria –hoy Museo Numantino de Soria–, nacido durante su dirección como resultado de la fusión del Museo Numantino y del Museo Celtibérico; fue conservador de la sección de Arqueología Medieval y Artes Suntuarias del Museo Arqueológico Nacional entre 1972 y 1986 y subdirector de esta institución desde 1986 hasta 1999, cuando asumió el cargo de subdirector del Museo de América hasta su jubilación en el año 2004. Juan Zozaya defendió posiciones críticas cercanas a la Nueva Museología y evidenció su carácter humanista al defender la importancia de fomentar el papel de los museos «para la transformación de una juventud muchas veces desarraigada o con poco estímulo en un germen positivo de la sociedad, enriquecido intelectualmente al menos con inquietud por cosas que se salen de lo usual». Asimismo, Zozaya apostó por la democratización y apertura social de las instituciones museísticas, defendiéndolas como instrumentos de progreso a través de programas diseñados específicamente para colectivos susceptibles de discriminación –como la tercera edad– o que precisasen de «elementos de rehabilitación social», aspectos que la museología contemporánea define con los términos de participación, inclusión y mediación cultural y que conforman la definición del museo actual.